# Cótimos
Cótimos ist eine Gemeinde (Freguesia) im portugiesischen Kreis Trancoso. In ihr leben 188 Einwohner (Stand 19. April 2021).

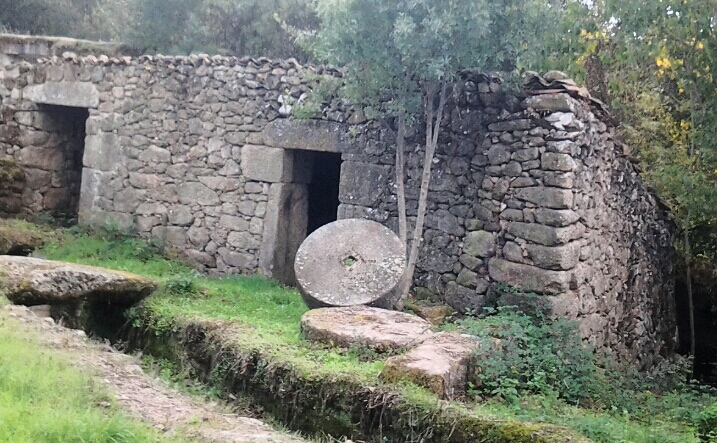
Wassermühle